# Кленовац (Босански Петровац)
Кленовац је насељено мјесто у Босни и Херцеговини у општини Босански Петровац које административно припада Федерацији Босне и Херцеговине. Према попису становништва из 1991. у насељу је живјело 229 становника.

## Географија
Налази се на самој међуентитетској линији између Федерације и Српске. Некадашње насеље које је постојало у Југославији је подјељено између општине Босански Петровац у Федерацији и општине Петровац у Српској.

## Становништво
| Националност       | 1991. | 1981. | 1971. | 1961. |
| Срби               | 227   |       |       |       |
| Југословени        | 1     |       |       |       |
| Хрвати             | 1     |       |       |       |
| остали и непознато |       |       |       |       |
| Укупно             | 229   | '     | '     | '     |

| Демографија | Демографија | Демографија |
| Година      | Становника  | Становника  |
| ----------- | ----------- | ----------- |
| 1991.       | 229         |             |

### Презимена
Новковић, Видљиновић, Калаба, Грбић, Сабљић, Мандић, Вукобрат, Латиновић